# Layover
Layover, escrito Layo(v)er, es el álbum de estudio debut del cantante surcoreano V de BTS. Se lanzó el 8 de septiembre de 2023, a través de Big Hit Music.

## Antecedentes y lanzamiento
El 2 de agosto de 2023, se informó que V comenzó a colaborar con la directora ejecutiva de ADOR, Min Hee-jin, para su próximo proyecto de estudio. Big Hit Music anunció los planes de lanzamiento del álbum en sus redes sociales el 7 de agosto. La publicación estuvo acompañada de un visualizador que incluía el título del álbum y revelaba las seis pistas que aparecen en el disco. La lista de canciones también contará con una pista adicional de una de las canciones en version de piano. Según las descripciones de las canciones provista por Big Hit, el álbum se centrará en gran medida en un sonido R&B con elementos de pop. Las descripciones de las canciones varían desde R&B («Blue», «Love Me Again» y «For Us») hasta el "estilo soul romántico de los 70" en la pista principal «Slow Dancing». Todas las pistas están listas para llegar con su propio video musical. En un comunicado de prensa adjunto, Big Hit declaró que V está listo para "mostrar nuevas actuaciones increíbles" y hará varias apariciones junto con el lanzamiento del álbum. Tras el anuncio, el cantante mencionó en sus redes sociales que desea poder "entregar" las cajas del álbum a sus fans con "mucho amor".
En términos de recepción crítica, "Layover" ha sido elogiado por su cohesión y la capacidad de V para transmitir emociones profundas a través de su interpretación vocal. La producción del álbum ha sido destacada por su calidad y la forma en que complementa la voz de V.

### Videos musicales
El 10 de agosto de 2023, se lanzó el video musical oficial de la canción "Love Me Again".

## Listado de pistas
| Lista de canciones de LAYOVER |                                |          |  |
| N.º                           | Título                         | Duración |  |
| 1.                            | «Rainy Days»                   | 2:59     |  |
| 2.                            | «Blue»                         | 2:29     |  |
| 3.                            | «Love Me Again»                | 3:02     |  |
| 4.                            | «Slow Dancing»                 | 3:07     |  |
| 5.                            | «For Us»                       | 2:51     |  |
| 6.                            | «Slow Dancing (piano version)» | 3:08     |  |
| 17:36                         |                                |          |  |